# Mario Trevi
Mario Trevi, Künstlername von Agostino Capozzi (* 2. November 1941 in Melito di Napoli), ist ein italienischer Sänger und Schauspieler.

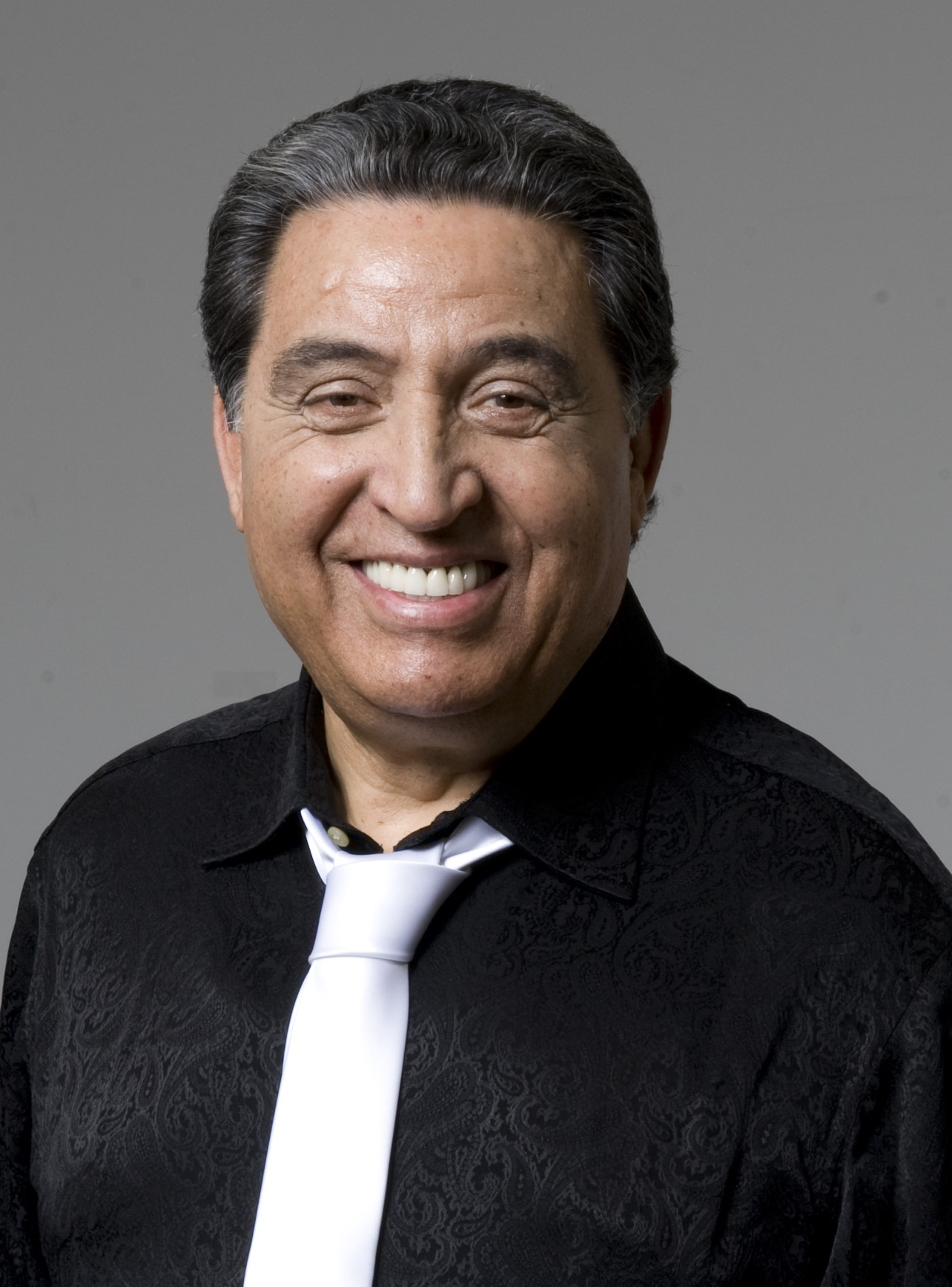
Mario Trevi (2008)

## Leben
Er begann mit zehn Jahren zu den Aufführungen des Marionetten-Theaters, das in einem Keller seines Dorfes aufgeführt wurde, für freien Eintritt zu singen. Während seiner Kindheit hatte er verschiedene Jobs als Maurer und in einem Stoffgeschäft in Neapel, aber er hat nie seine Leidenschaft für den Gesang aufgegeben, vor allem für den Sänger Sergio Bruni.
Im Alter von 14 Jahren begann er das Gesangsstudium bei Maestro Attilio Staffelli, Professor am Konservatorium San Pietro a Majella in Neapel. Im Jahr 1960 gab er sein Debüt beim Festival della Canzone Napoletana, wo er bis 1970 zehn Mal teilnehmen sollte.

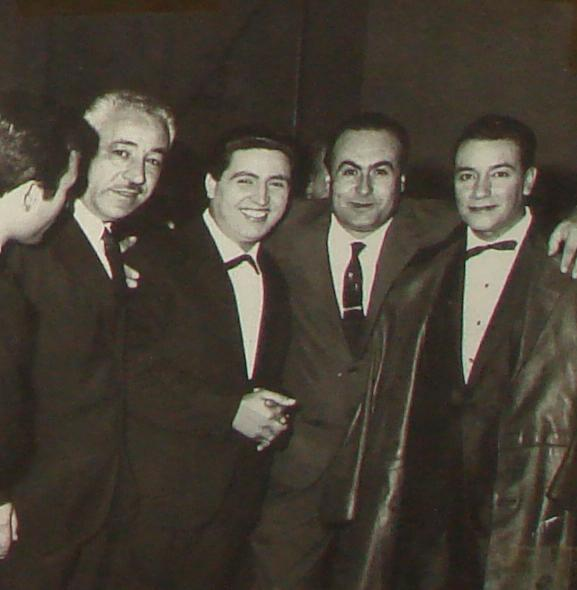
Mario Abbate und Mario Trevi (1963)

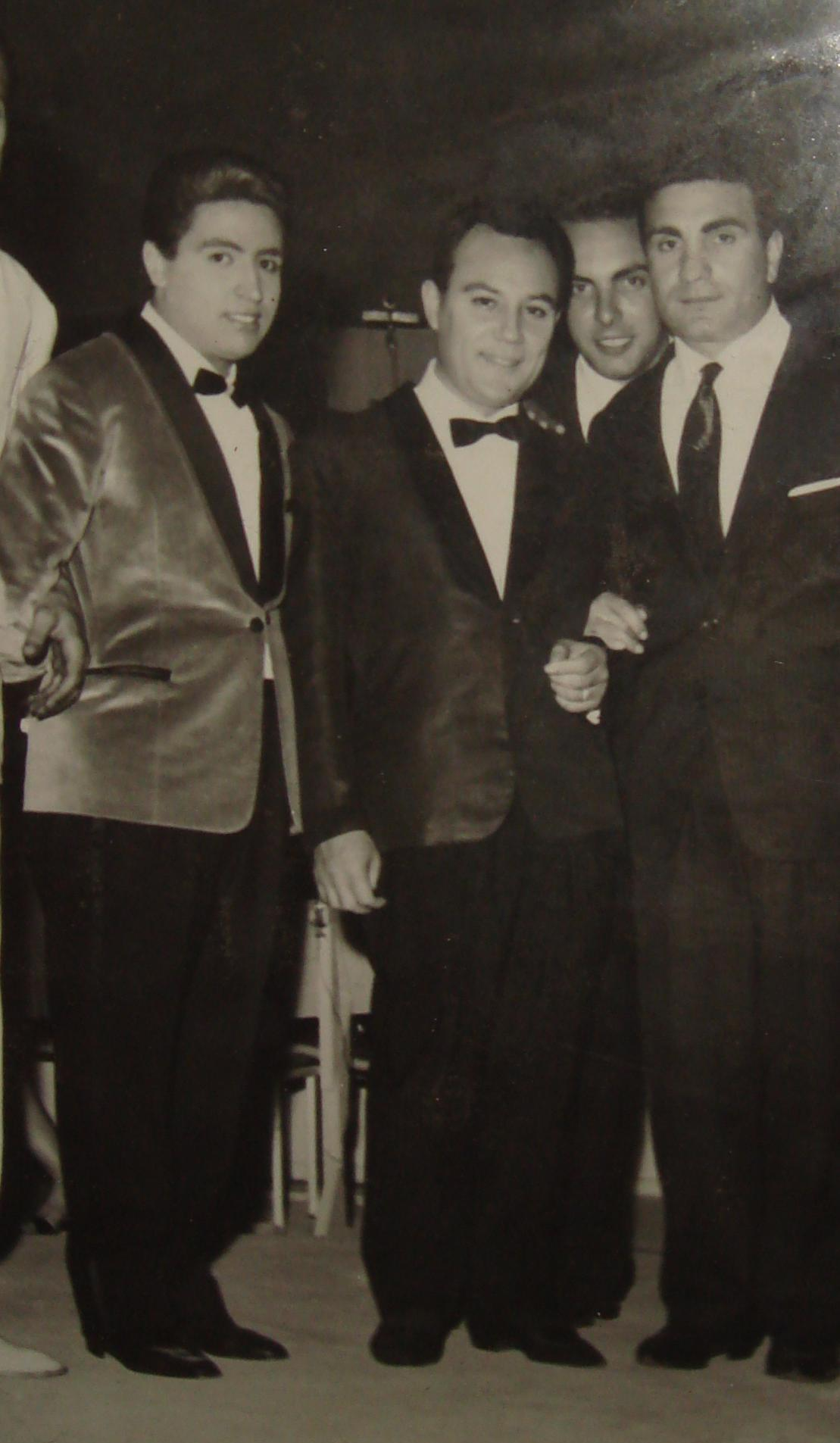
Claudio Villa, der „König“ des italienischen Liedes, und Mario Trevi (Mitte; hier 1962 bei der Festa di Piedigrotta)

## Karriere
Eines der wichtigsten Lieder beim Festival von Neapel war Indifferentemente, das er gemeinsam mit Mario Abbate im Jahr 1963 sang. Es wurde in mehrere Sprachen übersetzt und von Sängern wie Mina, Frank Sinatra und Amii Stewart gesungen.
Von 1973 bis 1981 trat er zusammen mit Mario Merola und Pino Mauro auf. Während seiner Karriere nahm er über 800 Lieder auf und tourte in den verschiedenen Teilen der Welt, wie in Europa, Kanada und den Vereinigten Staaten, die Durchführung im Madison Square Garden in New York City und der Hochschule für Musik Brooklyn.
Am 26. November 2005 wurde er zum Ritter von Malta ernannt.

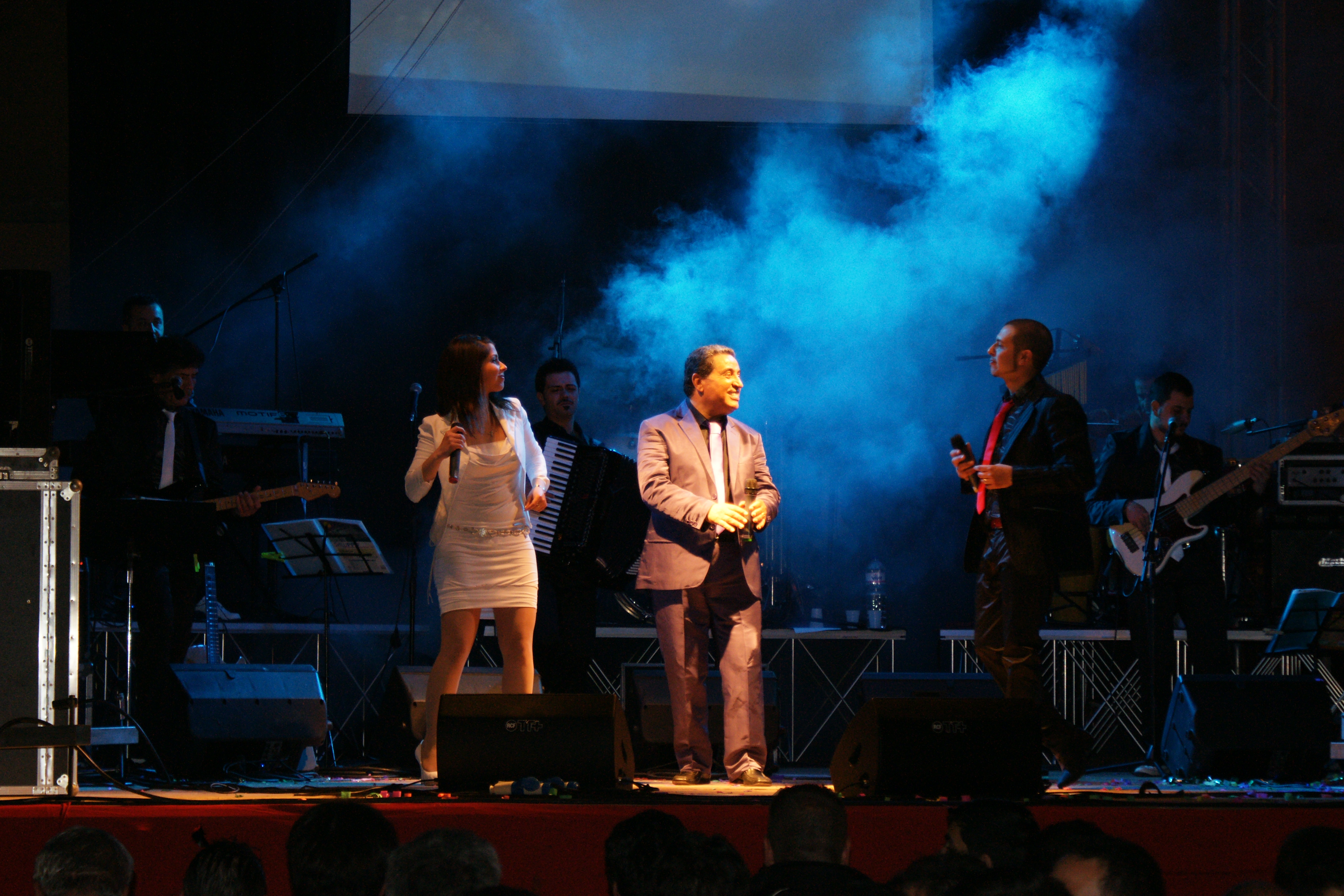
MARIO TREVI White Moon in Konzert (2010)

Am 17. April 2010 Debüt mit der Show MARIO TREVI Lunabianca in concerto (Mario Trevi White Moon in Konzert).

## Diskografie
- 1961: Naples – Today (London Records)
- 1964: Indifferentemente
- 1964: Mario Trevi con la orquesta de E.Alfieri (Ronde de Venezuela)
- 1965: Canzoni napoletane classiche
- 1966: Canzoni napoletane moderne
- 1970: Mario Trevi & Mirna Doris, Ammore ’e Napule (Fiesta record company)
- 1974: Le disque d’or des Chansons Napolitanes – Mario Trevi (Pickwick Records)
- 1975: Mario Trevi – vol.1
- 1975: Mario Trevi – vol.2
- 1975: Mario Trevi – vol.3
- 1975: Mario Trevi
- 1975: Si me sonno Napule
- 1975: Papà
- 1975: ’Nu telegramma
- 1975: Mario Trevi
- 1976: Mario Trevi recita le sue sceneggiate nel ruolo di 1° attore
- 1976: ’O presepio
- 1977: ’A paggella
- 1977: Senti Napoli e poi … (Sicamericana Sacifi)
- 1978: ’A befana
- 1978: Mario Trevi – 12° volume
- 1979: La sceneggiata napoletana
- 1979: ’E candeline
- 1979: Canzoni di Napoli (Music Hall)
- 1981: Mario Trevi – 14° volume
- 1982: Mario Trevi – 15° volume
- 1983: Mario Trevi – 18° volume
- 1984: Mario Trevi – 19° volume
- 1985: ’Nfizzo ’nfizzo
- 1986: Nun è ’nu tradimento
- 1986: Ancora io
- 1989: I miei successi di ieri … cantati oggi
- 1991: Tu si importante
- 1992: Cento canzoni da ricordare – vol.1
- 1992: Cento canzoni da ricordare – vol.2
- 1992: Cento canzoni da ricordare – vol.3
- 1992: Cento canzoni da ricordare – vol.4
- 1994: Cento canzoni da ricordare – vol.5
- 1994: Cento canzoni da ricordare – vol.6
- 1994: Carezze d’autore
- 1995: … Pecché te voglio bene
- 1995: … Niente – Trevi canta Daniele
- 1996: Nustalgia
- 2008: Il capitano e il marinaio
- 2011: Napoli Turbo Folk

## Filmografie
- 1980: La pagellaìì
- 2025: Indiffentemente … Mario Trevi[2][3][4][5][6]

## Theater
- Cunfiette ’e sposa (1969)
- Sulitario (1970)
- ’O carabiniere (1972)
- ’A mano nera (1973)
- ’O cammurrista (1973)
- Cella 17 (1974)
- ’O mariuolo (1975)
- ’O fuggiasco (1975)
- ’O rre d’è magliare (1976)
- ’Nu telegramma (1976)
- ’O presepio (1976)
- ’O professore (1977)
- ’A paggella (1977)
- ’A Befana (1978)
- ’O metronotte (1979)
- ’O diario (1979)
- Papà (1980)
- Astrignete ’a ’mme (1980)
- ’O tesoro (1981)
- ’O carabiniere (1981)

## Bibliografie
- Ettore De Mura, Enciclopedia della Canzone Napoletana, Neapel, Il Torchio, 1969 (Trevi Mario, pag. 380).
- Pietro Gargano – Gianni Cesarini, La Canzone Napoletana, Mailand, Rizzoli editore, 1984.
- Annuario del cinema italiano, editore: Centro studi di cultura, promozione e diffusione del cinema, 1986.
- Annuario del cinema italiano, editore: Centro studi di cultura, promozione e diffusione del cinema, 1990.
- Gino Castaldo, Dizionario della canzone italiana, Armando Curcio Editore, 1990
- Vittorio Paliotti, Storia della canzone napoletana: i primi canti popolari, le antiche villanelle, le melodie celebri in tutto il mondo …, Newton Compton, 1992.
- Pino Farinotti, Dizionario degli attori, tutti gli attori e i loro film, Varese, Sugarco Edizioni, 1993.
- Salvatore Tolino, Mostra storica permanente della Poesia, del Teatro e della Canzone Napoletana, Istituto Grafico Editoriale Italiano, 1999.
- Joe Vitale, Viaggio nell’etnomusica: Manuale di musica popolare, ILA Palma, 2000.
- Dario Salvatori, Dizionario della canzoni italiane, Roma, Elle U Multimedia, 2001.
- Giovanni Alfano, Napule è ’na canzone, Antologia della canzone napoletana, Salerno, Palladio Editrice, 2001.
- Pasquale Scialò, La Sceneggiata, rappresentazione di un genere popolare, v, Guida, 2002.
- Mario Merola – Geo Nocchetti, Napoli solo andata … il mio lungo viaggio, Sperling & Kupfer, Mailand, 2005.
- Enrico Careri – Pasquale Scialò, Studi sulla canzone napoletana classica, Libreria musicale italiana, 2008.
- Tiziano Tarli e Pierpaolo De Iulis, Vesuvio Pop, la nuova canzone melodica napoletana, Rom, Arcana Editore, 2009.
- Salvatore Palomba – Stefano Fedele, Le Canzoni di Napoli, Neapel, L’Ancora del Mediterraneo, 2009.
- Pasquale Scialò, Storie di musica, Neapel, Guida, 2010.
- Antonio Sciotti, Cantanapoli. Enciclopedia del Festival della Canzone Napoletana 1952–1981, Neapel, Luca Torre editore, 2011.
- Pietro Gargano, Nuova Enciclopedia Illustrata della Canzone Napoletana vol.VII, Napoli, edizione Magmata, 2015.